# Sankt Anna am Lavantegg
Sankt Anna am Lavantegg est une ancienne commune autrichienne du district de Murtal en Styrie.